# 梅本和典
梅本 和典（うめもと かずのり、1951年（昭和26年） -  ）は、日本の実業家。元イオンリテール代表取締役。元ベネフィットジャパン取締役。

## 来歴
福岡県出身。1974年、西南学院大学を卒業し、ジャスコに入社。

## 略歴
- 1974年3月	ジャスコ株式会社(現イオン株式会社)入社
- 2007年5月	同社 専務執行役コントロール担当兼電子マネー事業責任者
- 2011年5月	イオンディライト株式会社 代表取締役社長兼執行役員
- 2013年3月	イオンリテール株式会社 代表取締役社長[1]
- 2015年2月	同社 取締役会長
- 2016年5月	一般社団法人おもてなしICT協議会 副理事長(現任)
- 2016年6月	ソフトバンク株式会社 顧問(現任)
- 2017年6月	イオンディライト株式会社 顧問(現任)
  - 一般社団法人地域コミュニティ協議会 特別顧問(現任)
- 2018年6月	株式会社ベネフィットジャパン取締役就任